# 스톡홀름 콘서트홀

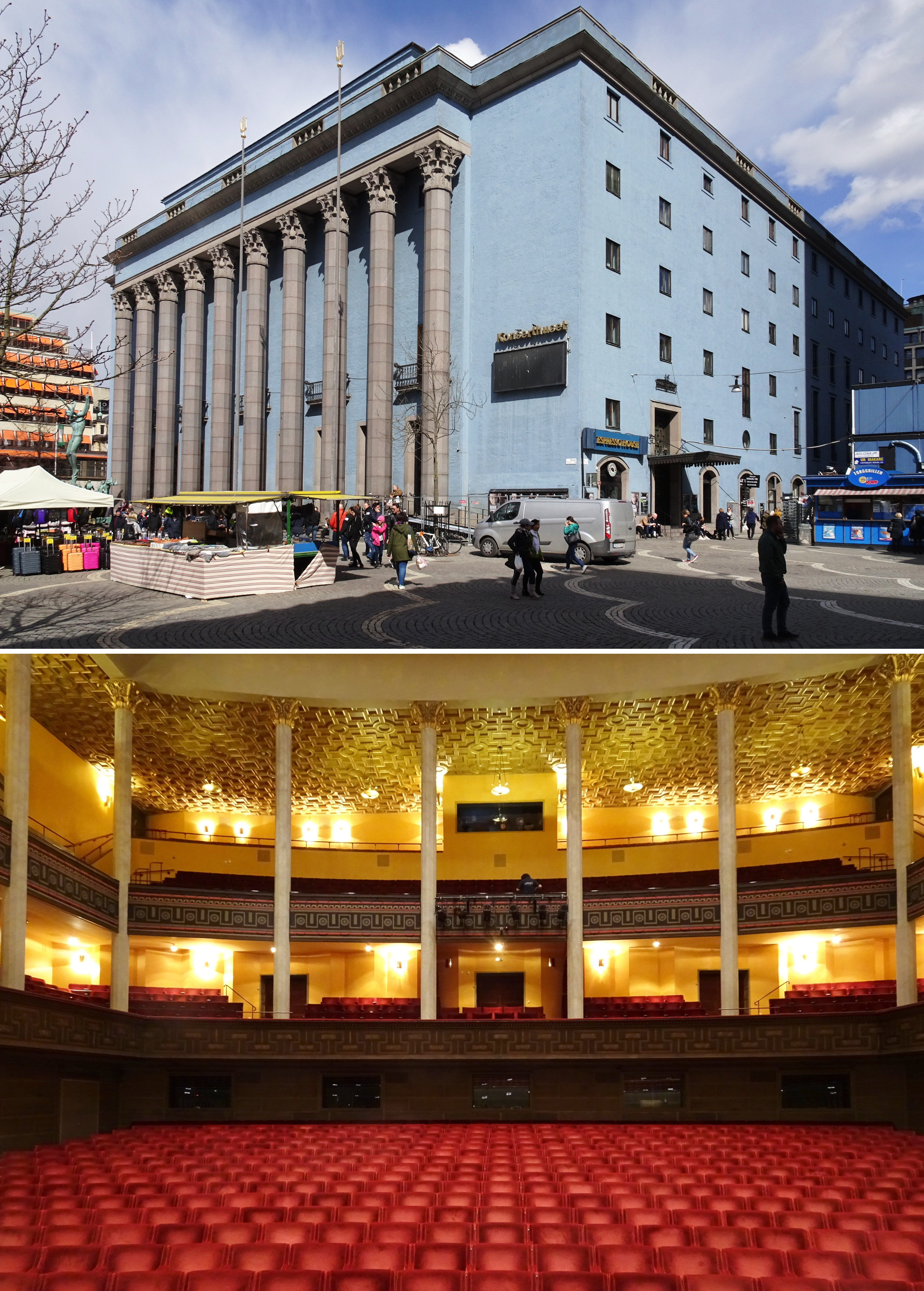
스톡홀름 콘서트홀

스톡홀름 콘서트홀(스웨덴어: Stockholms konserthus)은 스웨덴 스톡홀름에 있는 콘서트홀이다. 1926년에 준공되었다. 1776석을 수용하는 이 콘서트홀은 로열 스톡홀름 필하모니 관현악단의 본거지이며, 매년 거행되는 노벨상과 폴라음악상 시상식의 장소로 사용된다.

## 주해
1. ↑  평화상 제외